# Muzeum Powstania Warszawskiego
Het museum van de Opstand van Warschau (Pools: Muzeum Powstania Warszawskiego) is een historisch museum in de Poolse hoofdstad  Warschau. Het museum werd geopend ter gelegenheid van de zestigste verjaardag van de Opstand van Warschau tegen de Duitse bezetters in augustus 1944, tijdens de Tweede Wereldoorlog.

## Geschiedenis
Het museum opende zijn deuren op 1 augustus 2004. Het is gehuisvest in een voormalige tramremise.

## Tentoonstellingen
De permanente tentoonstelling maakt gebruik van moderne technologieën, waaronder multimedia-presentaties, interactieve displays en gereconstrueerde scènes.

## Doel
Het museum stekt zich ten doel om de herinnering aan de opstand levend te houden, en tegelijkertijd het patriottisme en burgerschap te bevorderen en educatieve en wetenschappelijke evenementen te organiseren

## Belang
Het Museum van de Opstand van Warschau speelt een centrale rol in de herdenking van de Poolse geschiedenis en strijd voor onafhankelijkheid. Jaarlijks bezoeken honderdduizenden mensen het museum, waaronder veel scholieren en internationale gasten.